# Горни-Вакуф-Ускопле (община)
Община Горни-Вакуф-Ускопле (босн. и хорв. Opština Gornji Vakuf-Uskoplje, серб. Општина Горњи Вакуф-Ускопље) — боснийская община, расположенная в юго-западной части Федерации Боснии и Герцеговины. Административным центром является Горни-Вакуф-Ускопле.

## Географические данные
Община расположена в зоне бассейна реки Врбас в Скопальской долине (длина составляет 27 км, ширина — 2 км). На востоке расположена гора Враница, на западе гора Радуша. По территории общины протекают реки Врбас, Бистричка, Трновача и Крушчица. Средняя высота составляет от 670 до 2112 м. Площадь общины — 402,7 км².
Вниз по течению реки Врбас климат является умеренно континентальным, а на высотах более 100 метров и у гор Враницы и Радуши преобладает суровый континентальный климат. Однако климатические условия позволяют выращивать различные сельскохозяйственные культуры: часто выращивается капуста.

## Население
По переписи населения 1991 года в общине проживало 25181 человек в 51 населённом пункте. Оценка населения на 2009 год: 19248 человек.